# Thala floridana
Thala floridana är en snäckart som först beskrevs av Dall 1884.  Thala floridana ingår i släktet Thala och familjen Costellariidae. Inga underarter finns listade i Catalogue of Life.